# Dioskur II
Dioskur II – 31. patriarcha (papież) Koptyjskiego Kościoła Ortodoksyjnego; sprawował urząd w latach 516–517. Podobnie jak jego poprzednicy był jednym patriarchą dla monofizytów jak i ich przeciwników.